# Rogério Lourenço
Rogério Lourenço (* 20. März 1971 in Rio de Janeiro) ist ein ehemaliger brasilianischer Fußballspieler und heutiger -trainer.

## Karriere

### Spieler
Anfang bis Ende der 1990er Jahre spielte er bei Flamengo und später bei Cruzeiro, mit welchen er mehrmals an der Copa Libertadores teilnahm. Später spielte er noch bei weiteren brasilianischen Klubs und beendete 2003 seine Spielerkarriere.

### Trainer
Als Trainer stieg er bei der B-Mannschaft von seinem ehemaligen Klub Flamengo zum Start des Jahres 2006 ein und verblieb hier bis Ende 2008. Direkt anschließend daran wurde er Trainer der brasilianischen U20-Nationalmannschaft. Ende April 2010 kehrte er dann zu Flamengo zurück um hier bis Ende August als Cheftrainer zu agieren. Seine nächste Position war dann Anfang Dezember des Jahres derselbe Posten nun aber beim EC Bahia. Hier verblieb er aber auch nur bis Anfang Februar 2011.
Zwischen Ende März 2011 und Ende Juni desselben Jahres fungierte er anschließend als Interimstrainer der saudi-arabischen Fußballnationalmannschaft. Danach verblieb er noch beim saudi-arabischen Verband und übernahm bis Ende September 2017 das Amt des Sportlichen Leiters. Daran anschließend übernahm er dann das Amt des Cheftrainers bei al-Nasr in Kuwait. Hier verblieb er jedoch lediglich fünf Tage und ist seit dem ohne neue Anstellung.

## Erfolge
Flamengo
- Copa do Brasil: 1990